# Giorgio Chinaglia
Giorgio Chinaglia (Carrara, 24 gennaio 1947 – Naples, 1º aprile 2012) è stato un calciatore e dirigente sportivo italiano con cittadinanza statunitense, di ruolo attaccante.
Soprannominato "Long John", ha vinto lo scudetto del 1973-1974 con la Lazio. Nella primavera del 1976 si trasferisce nel campionato americano per giocare con i New York Cosmos. È il giocatore italiano con la miglior media reti segnate / incontri di campionato disputati (319 in 429 partite tra Serie A e NASL).

## Biografia
Nasce a Carrara, in Toscana, nel 1947 da una famiglia di umili origini. Il padre Mario, insieme alla moglie Giovanna e alla sorella Rita, emigra in Galles dove trova lavoro in una miniera per poi negli anni seguenti aprire un ristorante, mentre il piccolo Giorgio rimane in Italia con la nonna Clelia fino al 1955. In quell'anno, affrontando a soli 8 anni con la sorellina un lunghissimo viaggio in treno, seguirà la famiglia a Cardiff. Qui frequenta la scuola cattolica "St.Peter's", e poi la "Lady Mary grammar school". Nel frattempo entra a fare parte sia della squadra di calcio che di quella di rugby della scuola. Presto il padre lascia il lavoro in miniera per aprire un ristorante, il "Mario's Bamboo Restaurant", e in questo periodo Chinaglia alterna gli allenamenti con il lavoro serale come cameriere o lavapiatti nel locale di famiglia.
Era sposato con Connie Eruzione, cugina del campione olimpico di hockey Mike Eruzione, un'italoamericana che si era trasferita negli Stati Uniti prima di lui e da cui ebbe tre figli: Giorgio Jr, Stephanie e Cynthia. I due divorziarono e Chinaglia si risposò con l'italiana Angela Cacioppo, madre di due ragazzi: Anthony e Donald. Nel 1979, dopo che aveva iniziato a giocare con i New York Cosmos, Chinaglia ottenne la cittadinanza statunitense.
Chinaglia si è cimentato anche nelle vesti di cantante incidendo, nel 1974, il brano (I'm) Football Crazy, che fu colonna sonora del film L'arbitro, interpretato da Lando Buzzanca. A Chinaglia gli Squallor hanno legato il titolo di un loro brano, Il Vangelo secondo Chinaglia. È citato anche in una canzone di Rino Gaetano dal titolo Mio fratello è figlio unico. A lui è dedicato il brano Quando Giorgio tornerà, scritto e interpretato da Toni Malco nel 1983.
Muore la mattina del 1º aprile 2012 nella sua casa di Naples, in Florida, nei primi giorni successivi al suo ricovero, a seguito di un infarto. È sepolto a Roma, presso il Cimitero Flaminio, accanto a Tommaso Maestrelli, il suo allenatore dello scudetto, e a Giuseppe Wilson, capitano di quella squadra.

### Controversie
Nel 1996 arriva per Chinaglia una condanna a due anni di reclusione per bancarotta fraudolenta e falso in bilancio riconducibili alla gestione della Fin Lazio (1986-1987), la finanziaria proprietaria della società biancoceleste.
Nella primavera del 2006 Chinaglia è stato iscritto nel registro degli indagati della Direzione Distrettuale Antimafia di Napoli, con l'accusa di riciclaggio, con l'aggravante dall'articolo 7, ovvero con l'accusa di avere agevolato l'attività della camorra.
Nell'ottobre dello stesso anno il nucleo valutario della Guardia di Finanza ha richiesto un'ordinanza di custodia cautelare ai danni dell'ex calciatore biancoceleste per estorsione e aggiotaggio, nell'ambito dell'inchiesta della procura della Repubblica di Roma sulle irregolarità nel tentativo di scalata alla Società Sportiva Lazio. Al momento dell'ordinanza Chinaglia risiedeva all'estero, negli USA; pochi giorni dopo è stato emesso un mandato di arresto europeo a suo carico, risultando latitante per la giustizia italiana. Il reato contestato all'ex calciatore è quello di riciclaggio per conto del clan camorristico appartenente alla famiglia dei Casalesi, che voleva impiegare i proventi delle attività illecite per acquistare il club capitolino.
Nel novembre 2007 è stato multato per una somma di 4,2 milioni di euro per la scalata alla Lazio, a seguito di decisione della Consob. Chinaglia è stato riconosciuto responsabile di manipolazione del mercato e di ostacolo all'attività di vigilanza della Consob in relazione alla presunta intenzione di un gruppo chimico-farmaceutico ungherese di acquisire il pacchetto di maggioranza della Lazio: la Consob ha accertato che la notizia, diffusa dallo stesso Chinaglia tra ottobre 2005 e marzo 2006, era priva di fondamento. L'ex calciatore è stato considerato colpevole di «condotte manipolative poste in essere in relazione ai titoli della S.S. Lazio». La Commissione ha rilevato anche che Chinaglia ha «posto in essere, direttamente o per interposta persona, una serie di atti, sostanziatisi in falsità e omissioni, sintomatici di un atteggiamento dilatorio e ostruzionistico, che ha procurato oggettivo ritardo all'esercizio delle funzioni della Consob, ostacolandone e rendendone più onerosa l'attività di accertamento dei fatti, funzionale ad assicurare la correttezza informativa e il regolare andamento degli scambi sul titolo S.S. Lazio».
Nel luglio 2008 è stato colpito da un mandato di arresto per riciclaggio.

## Carriera

### Giocatore

#### Club

##### Gli inizi
Nato nella città di Carrara, Giorgio Chinaglia si trasferì con la famiglia a Cardiff all'età di nove anni. La sua carriera da calciatore ebbe quindi inizio in Galles, ma il giovane emigrante decise di non giocare con il club della sua città, ovvero il Cardiff City, perché si risentì del fatto che gli fosse stata offerta l'occasione solo per un provino; giocò quindi con la squadra rivale dello Swansea City, con la quale disputò le stagioni 1964-1965 e 1965-1966. Il periodo a Swansea fu segnato dalle intemperanze del giovane Chinaglia, per le quali sarà famoso anche in seguito, e dalla delusione di non giocare con continuità in prima squadra, tanto che alla fine il padre decise per il rientro in Italia, per permettere a Chinaglia di compiere il servizio militare e per favorire la carriera del promettente attaccante.

##### L'arrivo in Italia e gli anni alla Lazio

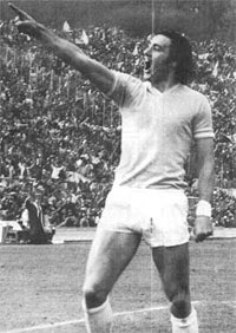
L'esultanza di Chinaglia al derby di ritorno del campionato 1973-1974: dopo avere segnato il gol del definitivo vantaggio, corre sotto la curva romanista indicando i tifosi avversari in segno di sfida.

Arriva così il primo trasferimento in Italia tra le file della Massese, in Serie C, e successivamente all'Internapoli, sempre in C.
Per poter passare ad una squadra di serie a o b dovette attendere la modifica dei regolamenti federali in quanto lui era considerato comunque un giocatore proveniente da federazione estera.
Poté quindi passare passare alla Lazio (neopromossa in Serie A) nell'annata 1969-1970. Segnò 12 gol nel primo anno e 9 nel secondo, in coincidenza con la retrocessione in Serie B. Nella stagione 1971-1972 vince la classifica cannonieri della serie cadetta e contribuisce in maniera determinante con i suoi 21 gol al ritorno in massima serie dei capitolini, guidati dal tecnico Tommaso Maestrelli. Nella stagione 1972-1973 la neopromossa Lazio sfiora clamorosamente la conquista dello scudetto, perso all'ultima giornata di campionato complice la sconfitta con il Napoli e la contemporanea vittoria della Juventus sui cugini giallorossi della Roma. L'anno seguente, grazie alle sue 24 reti, Chinaglia conquista, oltre al primato nella classifica cannonieri, il Tricolore con la Lazio realizzando alla penultima giornata (il 12 maggio 1974) il calcio di rigore decisivo nell'incontro disputato allo Stadio Olimpico vinto con il Foggia per 1-0.
A fine stagione si reca negli Stati Uniti per unirsi alla moglie Connie Eruzione, tornata a vivere definitivamente in America. Lì gli viene proposto di giocare una partita amichevole con la maglia degli Hartford Bicentennials contro la Nazionale polacca. La partita si trasforma per lui in un successo mediatico, tant'è che Chinaglia decide di trasferirsi in America anzitempo, ma essendo sotto contratto con la Lazio, è costretto a tornare in Italia prima dell'inizio del campionato. La sua stagione 1974-1975 si chiude con un quarto posto in campionato della Lazio, 14 reti realizzate e per un breve periodo anche la fascia di capitano al braccio. Termina l'esperienza in biancoceleste totalizzando complessivamente 175 presenze e 77 reti in Serie A, 34 presenze e 21 reti in Serie B e 35 presenze e 22 reti nelle coppe.

##### L'esperienza negli Stati Uniti con il New York Cosmos

Long John in azione con la maglia dei N.Y. Cosmos nel 1983, durante il Chinaglia Day, un'amichevole a Roma tra la squadra statunitense e la Lazio.

Sul finire del torneo 1975-1976, con la squadra romana che si ritrova addirittura a lottare per la salvezza, Chinaglia, dopo avere ottenuto il consenso anche dal presidente Lenzini al termine di un vero e proprio braccio di ferro, vola definitivamente negli Stati Uniti per vestire la maglia del New York Cosmos al fianco di Pelé e Franz Beckenbauer. Debutta nella North American Soccer League il 17 maggio 1976 nella sfida casalinga contro i Los Angeles Aztecs, in cui Chinaglia segna una doppietta che, insieme a quella di Pelé e a un'altra di Keith Eddy, contribuisce al risultato finale di 6-0.
Nel 1978, facendo seguito alle continue insistenze dell'amico Chinaglia, il capitano biancoceleste Pino Wilson giocò il campionato NASL con la maglia dei Cosmos. Alla fine del torneo, Chinaglia fece del tutto per trattenere Wilson negli States, ma questi fece rientro alla Lazio. Tra i due ci fu anche qualche dissapore anche se poi in breve tempo, il tutto si ricompose. In nove anni di NASL segnò 231 gol in 234 partite, di cui 53 in 43 incontri di play-off. Vinse il premio come miglior marcatore della NASL per cinque volte, tra il 1976 e il 1982. Giudicato miglior giocatore del torneo nel 1981, con i Cosmos vinse quattro Soccer Bowl nel 1977, 1978, 1980 e 1982. Nei play-off del 1980 Chinaglia segnò diciotto gol, sette dei quali nella gara contro i Tulsa Roughnecks.

##### La parentesi finale al Villa San Sebastiano
Il 25 febbraio 1990, a 43 anni, debuttò tra i dilettanti del Villa San Sebastiano, militante in Seconda Categoria abruzzese, nella sfida contro lo Scurcola Marsicana, in cui segnò due delle tre reti che permisero alla sua squadra di vincere. Nella squadra abruzzese giocò fino al giugno del 1991.

#### Nazionale
Come giocatore militante in Serie B conquista la chiamata in nazionale maggiore. All'esordio con la maglia azzurra segna subito un gol nel match amichevole contro la Bulgaria, disputatosi il 21 giugno del 1972 a Sofia. Il 14 novembre 1973, nella gara amichevole Inghilterra-Italia, giocatasi allo Stadio di Wembley, serve a Fabio Capello l'assist vincente dell'1-0 per la prima storica vittoria dell'Italia sugli inglesi.
Insieme ai compagni di squadra Re Cecconi e Wilson, Chinaglia partecipa al campionato del mondo 1974 in Germania Ovest, anche se non viene impiegato spesso dal commissario tecnico Ferruccio Valcareggi. Divenne famosa la sua colorita ripetuta esclamazione di disappunto, quando Valcareggi lo sostituì con Anastasi, che avrebbe poi segnato un gol, durante la partita con Haiti. A seguito di quell'episodio, immortalato dalle telecamere in primissimo piano, i dirigenti federali Carraro e Allodi spinsero per farlo rientrare in Italia. L'apposito arrivo di Maestrelli contribuì tuttavia a farlo rimanere in Germania. Avrebbe poi giocato ancora mezza partita con la Polonia.
Con il successore Fulvio Bernardini la situazione non cambia, lasciando di fatto la maglia azzurra nel 1975. In occasione del Torneo del Bicentenario dell'indipendenza degli Stati Uniti del 1976, Chinaglia fece parte della selezione americana (che comprendeva campioni come Bobby Moore e Pelè), giocando anche contro la nazionale italiana, gara che si concluse con il risultato di 4-0 per gli azzurri.

### Dirigente

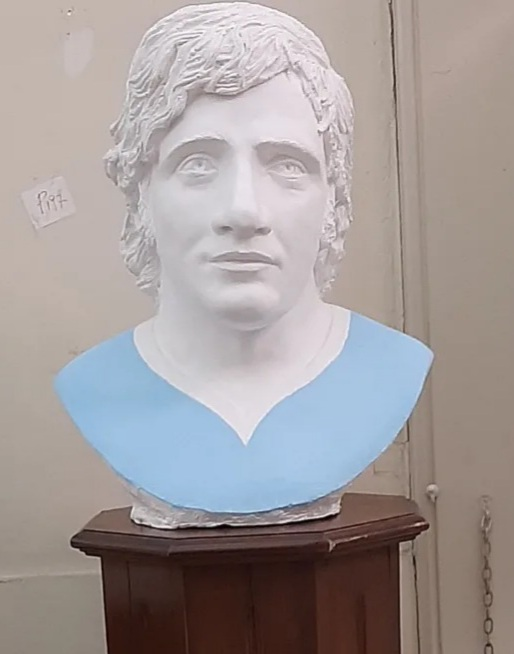
Esposizione "Uniformi e Casacche".

Nel 1983 ritorna in Italia, questa volta come presidente della Lazio, ruolo ereditato da Gian Chiarion Casoni il giorno 13 luglio. L'anno successivo la Warner Communications cede alla cordata facente capo a lui parte delle azioni dei New York Cosmos, ma la NASL è ormai al tramonto dal punto di vista finanziario e nel 1985, proprio dopo un'amichevole con la Lazio, i Cosmos chiudono definitivamente la loro epopea, causa mancanza di adeguati capitali. Nel febbraio 1986 Chinaglia è anche costretto a cedere la quota di maggioranza del club biancoceleste, a causa di problemi economici, all'imprenditore e uomo di sport Franco Chimenti.
Da allora ha vissuto sempre tra Stati Uniti e Italia occupandosi comunque di calcio; è stato coinvolto nelle vicende societarie del Ferencváros, del Marsala, di cui divenne per un breve periodo presidente onorario, del Foggia, del quale divenne presidente dall'ottobre del 2000 al marzo del 2001 e del Lanciano, acquisito nel 2004.
Il 18 gennaio 2011 diviene ambasciatore, insieme a Carlos Alberto, dei New York Cosmos, sua ex squadra, con l'obiettivo di rilanciare la società insieme al presidente onorario Pelé e al direttore tecnico Éric Cantona.

### Dopo il ritiro
Chinaglia intraprese anche l'attività giornalistica, partecipando a trasmissioni televisive della RAI, per la quale fu anche commentatore tecnico nelle telecronache alla fine degli anni novanta. Nei primi anni duemila diventa commentatore tecnico per la piattaforma televisiva di Stream TV.
Nel 1999 si candidò alle elezioni europee con il Partito Popolare Italiano, nella circoscrizione Italia Centrale ottenendo oltre 3.600 preferenze, senza risultare eletto.

## Statistiche

### Presenze e reti nei club
| Stagione                    | Squadra                     | Campionato                  | Campionato | Campionato | Coppe nazionali | Coppe nazionali | Coppe nazionali | Coppe continentali | Coppe continentali | Coppe continentali | Altre coppe | Altre coppe | Altre coppe | Totale | Totale |
| Stagione                    | Squadra                     | Comp                        | Pres       | Reti       | Comp            | Pres            | Reti            | Comp               | Pres               | Reti               | Comp        | Pres        | Reti        | Pres   | Reti   |
| --------------------------- | --------------------------- | --------------------------- | ---------- | ---------- | --------------- | --------------- | --------------- | ------------------ | ------------------ | ------------------ | ----------- | ----------- | ----------- | ------ | ------ |
| 1964-1965                   | Swansea City                | SD                          | 1          | 0          | FACup+CdL+CG    | ?               | ?               | -                  | -                  | -                  | -           | -           | -           | 1+     | 0+     |
| 1965-1966                   | Swansea City                | TD                          | 4          | 1          | FACup+CdL+CG    | ?               | ?               | -                  | -                  | -                  | -           | -           | -           | 4+     | 1+     |
| Totale Swansea City         | Totale Swansea City         | Totale Swansea City         | 5          | 1          |                 | ?               | ?               |                    | -                  | -                  |             | -           | -           | 5+     | 1+     |
| 1966-1967                   | Massese                     | C                           | 32         | 5          | -               | -               | -               | -                  | -                  | -                  | -           | -           | -           | 32     | 5      |
| 1967-1968                   | Internapoli                 | C                           | 31         | 10         | -               | -               | -               | -                  | -                  | -                  | -           | -           | -           | 31     | 10     |
| 1968-1969                   | Internapoli                 | C                           | 35         | 14         | -               | -               | -               | -                  | -                  | -                  | -           | -           | -           | 35     | 14     |
| Totale Internapoli          | Totale Internapoli          | Totale Internapoli          | 66         | 24         |                 | -               | -               |                    | -                  | -                  |             | -           | -           | 66     | 24     |
| 1969-1970                   | Lazio                       | A                           | 28         | 12         | CI              | 1               | 0               | -                  | -                  | -                  | CM+CAI+CdA  | 2+3+4       | 2+0+6       | 38     | 20     |
| 1970-1971                   | Lazio                       | A                           | 30         | 9          | CI              | 3               | 3               | CdF                | 2                  | 2                  | CdA         | 5           | 8           | 40     | 22     |
| 1971-1972                   | Lazio                       | B                           | 34         | 21         | CI              | 7               | 5               | -                  | -                  | -                  | -           | -           | -           | 41     | 26     |
| 1972-1973                   | Lazio                       | A                           | 30         | 10         | CI              | 4               | 1               | -                  | -                  | -                  | CAI         | 3           | 2           | 37     | 13     |
| 1973-1974                   | Lazio                       | A                           | 30         | 24         | CI              | 8               | 4               | CU                 | 4                  | 6                  | -           | -           | -           | 42     | 34     |
| 1974-1975                   | Lazio                       | A                           | 30         | 14         | CI              | 4               | 0               | -                  | -                  | -                  | -           | -           | -           | 34     | 14     |
| 1975-apr. 1976              | Lazio                       | A                           | 27         | 8          | CI              | 1               | 0               | CU                 | 3                  | 3                  | -           | -           | -           | 31     | 11     |
| Totale Lazio                | Totale Lazio                | Totale Lazio                | 209        | 98         |                 | 28              | 13              |                    | 9                  | 11                 |             | 17          | 18          | 263    | 140    |
| mag.-ago. 1976              | N.Y. Cosmos                 | NASL                        | 19         | 19         | -               | -               | -               | -                  | -                  | -                  | -           | -           | -           | 19     | 19     |
| 1977                        | N.Y. Cosmos                 | NASL                        | 24         | 15         | -               | -               | -               | -                  | -                  | -                  | -           | -           | -           | 24     | 15     |
| 1978                        | N.Y. Cosmos                 | NASL                        | 30         | 34         | -               | -               | -               | -                  | -                  | -                  | -           | -           | -           | 30     | 34     |
| 1979                        | N.Y. Cosmos                 | NASL                        | 27         | 26         | -               | -               | -               | -                  | -                  | -                  | -           | -           | -           | 27     | 26     |
| 1980                        | N.Y. Cosmos                 | NASL                        | 32         | 32         | -               | -               | -               | -                  | -                  | -                  | -           | -           | -           | 32     | 32     |
| 1981                        | N.Y. Cosmos                 | NASL                        | 32         | 29         | -               | -               | -               | -                  | -                  | -                  | -           | -           | -           | 32     | 29     |
| 1981-1982                   | N.Y. Cosmos                 | NASL-I                      | 17         | 35         | -               | -               | -               | -                  | -                  | -                  | -           | -           | -           | 17     | 35     |
| 1982                        | N.Y. Cosmos                 | NASL                        | 32         | 20         | -               | -               | -               | -                  | -                  | -                  | -           | -           | -           | 32     | 20     |
| 1983                        | N.Y. Cosmos                 | NASL                        | 17         | 18         | -               | -               | -               | -                  | -                  | -                  | -           | -           | -           | 17     | 18     |
| 1984-1985                   | N.Y. Cosmos                 | MISL                        | 4          | 3          | -               | -               | -               | -                  | -                  | -                  | -           | -           | -           | 4      | 3      |
| Totale New York Cosmos      | Totale New York Cosmos      | Totale New York Cosmos      | 234        | 231        |                 | -               | -               |                    | -                  | -                  |             | -           | -           | 234    | 231    |
| feb.-giu. 1990              | Villa San Sebastiano        | 2ª Cat.                     | 1+         | 2+         | -               | -               | -               | -                  | -                  | -                  | -           | -           | -           | 1+     | 2+     |
| 1990-1991                   | Villa San Sebastiano        | 1ª Cat.                     | ?          | ?          | -               | -               | -               | -                  | -                  | -                  | -           | -           | -           | ?      | ?      |
| Totale Villa San Sebastiano | Totale Villa San Sebastiano | Totale Villa San Sebastiano | 1+         | 2+         |                 | -               | -               |                    | -                  | -                  |             | -           | -           | 1+     | 2+     |
| Totale carriera             | Totale carriera             | Totale carriera             | 547+       | 361+       |                 | 28+             | 13+             |                    | 9                  | 11                 |             | 17          | 18          | 601+   | 403+   |

### Cronologia presenze e reti in nazionale
| Cronologia completa delle presenze e delle reti in nazionale ― Italia | Cronologia completa delle presenze e delle reti in nazionale ― Italia | Cronologia completa delle presenze e delle reti in nazionale ― Italia | Cronologia completa delle presenze e delle reti in nazionale ― Italia | Cronologia completa delle presenze e delle reti in nazionale ― Italia | Cronologia completa delle presenze e delle reti in nazionale ― Italia | Cronologia completa delle presenze e delle reti in nazionale ― Italia | Cronologia completa delle presenze e delle reti in nazionale ― Italia |
| Data                                                                  | Città                                                                 | In casa                                                               | Risultato                                                             | Ospiti                                                                | Competizione                                                          | Reti                                                                  | Note                                                                  |
| --------------------------------------------------------------------- | --------------------------------------------------------------------- | --------------------------------------------------------------------- | --------------------------------------------------------------------- | --------------------------------------------------------------------- | --------------------------------------------------------------------- | --------------------------------------------------------------------- | --------------------------------------------------------------------- |
| 21-6-1972                                                             | Sofia                                                                 | Bulgaria                                                              | 1 – 1                                                                 | Italia                                                                | Amichevole                                                            | 1                                                                     | 46’                                                                   |
| 20-9-1972                                                             | Torino                                                                | Italia                                                                | 3 – 1                                                                 | Jugoslavia                                                            | Amichevole                                                            | 1                                                                     | 74’                                                                   |
| 7-10-1972                                                             | Lussemburgo                                                           | Lussemburgo                                                           | 0 – 4                                                                 | Italia                                                                | Qual. Mondiali 1974                                                   | 1                                                                     |                                                                       |
| 21-10-1972                                                            | Berna                                                                 | Svizzera                                                              | 0 – 0                                                                 | Italia                                                                | Qual. Mondiali 1974                                                   | -                                                                     |                                                                       |
| 13-1-1973                                                             | Napoli                                                                | Italia                                                                | 0 – 0                                                                 | Turchia                                                               | Qual. Mondiali 1974                                                   | -                                                                     | 56’                                                                   |
| 9-6-1973                                                              | Roma                                                                  | Italia                                                                | 2 – 0                                                                 | Brasile                                                               | Amichevole                                                            | -                                                                     | 46’                                                                   |
| 14-11-1973                                                            | Londra                                                                | Inghilterra                                                           | 0 – 1                                                                 | Italia                                                                | Amichevole                                                            | -                                                                     |                                                                       |
| 26-2-1974                                                             | Roma                                                                  | Italia                                                                | 0 – 0                                                                 | Germania Ovest                                                        | Amichevole                                                            | -                                                                     |                                                                       |
| 8-6-1974                                                              | Vienna                                                                | Austria                                                               | 0 – 0                                                                 | Italia                                                                | Amichevole                                                            | -                                                                     | 46’                                                                   |
| 15-6-1974                                                             | Monaco di Baviera                                                     | Italia                                                                | 3 – 1                                                                 | Haiti                                                                 | Mondiali 1974 - 1º turno                                              | -                                                                     | 69’                                                                   |
| 23-6-1974                                                             | Stoccarda                                                             | Polonia                                                               | 2 – 1                                                                 | Italia                                                                | Mondiali 1974 - 1º turno                                              | -                                                                     | 46’                                                                   |
| 19-4-1975                                                             | Roma                                                                  | Italia                                                                | 0 – 0                                                                 | Polonia                                                               | Qual. Euro 1976                                                       | -                                                                     |                                                                       |
| 5-6-1975                                                              | Helsinki                                                              | Finlandia                                                             | 0 – 1                                                                 | Italia                                                                | Qual. Euro 1976                                                       | 1                                                                     |                                                                       |
| 8-6-1975                                                              | Mosca                                                                 | Unione Sovietica                                                      | 1 – 0                                                                 | Italia                                                                | Amichevole                                                            | -                                                                     |                                                                       |
| Totale                                                                |                                                                       | Presenze                                                              | 14                                                                    |                                                                       | Reti                                                                  | 4                                                                     |                                                                       |

## Palmarès

### Club

#### Competizioni nazionali
- Campionato italiano: 1

Lazio: 1973-1974
- Campionato NASL: 4

New York Cosmos: 1977, 1978, 1980, 1982

#### Competizioni internazionali
- Coppa delle Alpi: 1

Lazio: 1971

### Individuale
- Capocannoniere della Serie A: 1

1973-1974 (24 gol)
- Capocannoniere della Serie B: 1

1971-1972 (21 gol)
- Capocannoniere della Coppa delle Alpi: 1

1971 (7 gol)
- Capocannoniere della NASL: 4 (record)

1978 (34 gol), 1979 (26 gol), 1980 (32 gol), 1981 (29 gol)
- NASL Most Valuable Player: 1

1981

## Discografia

### Singoli
- 1974 - I'm Football Crazy/Miss Elena con Guido e Maurizio De Angelis

## Filmografia
- Una farfalla con le ali insanguinate, regia di Duccio Tessari (1971)[38]

## Influenze nella cultura di massa
Giorgio Chinaglia viene citato nella canzone Mio fratello è figlio unico di Rino Gaetano.

## Scultura commemorativa
In occasione del decimo anniversario dalla sua scomparsa, lo scultore Emiliano Gesa realizza in sua memoria un mezzobusto in scala 1:1.
L'opera viene esposta per la prima volta in pubblico il 2 aprile del 2022 in occasione della gara Lazio – Sassuolo nell'Area VIP dello Stadio Olimpico.